# Rodolfo Hernández Suárez
Rodolfo Hernández Suárez (født 26. marts 1945, død 2. september 2024) var en colombiansk civilingeniør, forretningsmand og politiker. Han ejede virksomheden Constructora HG, og var fra 2016 til 2019 borgmester i Bucaramanga.
Han var kandidat til det colombianske præsidentvalg i 2022, hvor han gik videre til valgets anden runde, hvor han dog tabte til Gustavo Petro.

## Biografi
Hernández blev født i Piedecuesta i Santander Department i 1945 og voksede op i Bucaramanga. Før sin indtræden i politik var han civilingeniør med eksamen fra Universidad Nacional de Colombia i 1971. Han arbejdede i 1990'erne i byggebranchen som iværksætter med sit firma HG Constructora, hovedsageligt med fokus på billige boliger i Bucaramanga og det omkringliggende område. Ifølge Hernández blev hans far kidnappet og tilbageholdt i 135 dage af FARC-EP, og Juliana, et af hans fire børn, blev kidnappet og dræbt af ELN i 2004 da han undlod at betale løsesum.
Hernández gik ind i politik som kommunalbestyrelsesmedlem i Piedecuesta.
Hernández var del af et par kontroverser, ved at kalde kritikere for "skurke", "røvere" og "tyve". Han vakte også røre blandt venezuelanerne i landet, da han udtalte, at venezuelanske kvinder ofte var "babyfabrikker", som måtte forsørges af staten. I et interview i 2016 sagde Hernández "Jeg er en tilhænger af en stor tysk tænker, hans navn er Adolf Hitler", og hævdede senere, at han mente Albert Einstein.

## Politiske holdninger
Han beskrives som populist og sammenlignes med Donald Trump og Silvio Berlusconi, og han førte kampagne mod korruptionen i den traditionelle politiske klasse og fremhævede sit image som en succesfuld iværksætter, der kunne forandre Colombia. Han lovede at "rense" landet for korruption og at donere sin løn. Han sagde, at han ville give økonomiske belønninger til borgere, der anmeldte korrupte statsembedsmænd. Analytikere har haft svært ved at sætte en etiket på ham.